# Streblosa assimilis
Streblosa assimilis är en måreväxtart som beskrevs av Cornelis Eliza Bertus Bremekamp. Streblosa assimilis ingår i släktet Streblosa och familjen måreväxter. Inga underarter finns listade i Catalogue of Life.